# Irma Sluis
Irma Petronella Suzanna Sluis (Den Haag, 1971) is een Nederlandse tolk gebarentaal. Ze is tolk in de Nederlandse Gebarentaal (NGT) en Internationale Gebarentaal (Gestuno) en publiceerde over het vak van tolk gebarentaal in Nederland. Vanaf 2005 werkt ze voor de Nederlandse omroep NOS waar ze de ochtendjournaals tolkt. Sluis was op 12 maart 2020 de eerste gebarentolk die bij persconferenties van de Nederlandse regering te zien was. Ze werd tot 19 mei dat jaar als enige ingezet om de persconferenties van het kabinet-Rutte III aangaande de maatregelen tegen de verspreiding van het COVID-19-virus te tolken.

## Biografie

### Opleiding en loopbaan
Sluis werd in 1971 geboren in Den Haag. Ze heeft geen naaste familie die doof is en de Nederlandse Gebarentaal is dan ook niet haar moedertaal. De taal leerde ze door de hbo-opleiding gebarentolk aan het in 1997 opgerichte Instituut voor Gebaren, Taal & Dovenstudies in Utrecht te volgen waarvan ze in 1997 tot de eerste lichting studenten behoorde. In 2001 behaalde Sluis daar als een van de eersten haar Bachelor of Arts. In 2011 rondde ze haar opleiding af aan de Heriot-Watt-universiteit in Edinburgh met een Master of Arts in Sign Language Interpreting. Ze kan tolken tussen Nederlands, Engels, Nederlandse Gebarentaal (NGT) en Internationale Gebarentaal (Gestuno). Sluis heeft in binnen- en buitenland tolkervaring opgedaan op onder meer conferenties, in het hoger en academisch onderwijs, in de taalkunde en bij (live) televisie-uitzendingen.
In 2001 begon Sluis te werken als tolk en doet dat vanaf 2005 voor de NOS. Daarbij is ze onder meer jarenlang 's ochtends te zien bij het NOS Journaal met gebarentolk op NPO 2. Toen de PvdA en de ChristenUnie op 3 oktober 2016 een initiatiefwet indienden om de Nederlandse Gebarentaal officieel te erkennen, werd Tweede Kamerlid Carla Dik-Faber hierover geïnterviewd in het radioprogramma De Ochtend; Sluis werd bij deze gelegenheid als eerste gebarentolk voor dat programma ingeschakeld. In 2019 speelde Sluis een rol in de aflevering "Gebaren" van het educatieve jeugdprogramma Het Klokhuis, waarin ze in een Wilde Westen-sketch tolkte voor een cowboy die, vlak voordat hij zou worden opgehangen, nog enkele laatste woorden mocht uitspreken.

### Coronacrisis
Op 12 maart 2020 werd Sluis voor het eerst ingezet om te tolken tijdens een kabinetspersconferentie over de coronacrisis in Nederland. Het was überhaupt voor het eerst dat de Nederlandse regering een gebarentolk inschakelde bij een persconferentie. In maart 2020 waren er ongeveer 1,5 miljoen doven en slechthorenden in Nederland en vanuit die gemeenschap werd al langere tijd geijverd voor een gebarentolk bij persconferenties in crisistijden. Dit kwam met name doordat belangrijke informatie tijdens de Utrechtse tramaanslag in 2019 slecht toegankelijk was geweest voor doven en slechthorenden. Op 10 maart 2020 was de dove Machiel Ouwerkerk nog spontaan in actie gekomen door tijdens een uitzending van het NOS Journaal achter verslaggever Joris van Poppel een protestbord omhoog te houden waarop stond: "Waar is de gebarentolk voor doven tijdens crisissituaties?". De actie oogstte veel sympathie en de volgende dag verscheen een interview met Ouwerkerk in het Algemeen Dagblad waarin hij zijn oproep toelichtte, terwijl de NPO in een reactie liet weten aan een oplossing te werken. De dag daarna, 12 maart, werd Sluis uiteindelijk door de NOS ingezet om de persconferentie te tolken. Dezelfde dag werd ook aangekondigd dat het achtuurjournaal van de NOS voorlopig een gebarentolk zou inzetten, in ieder geval voor de duur van de coronacrisis. Het herhaaldelijk optreden van een tolk gebarentaal tijdens deze persconferenties leidde tot meer aandacht en begrip voor de rechten en belangen van de gemeenschap van doven en slechthorenden in Nederland.
Dat Sluis werd ingezet voor deze op korte termijn georganiseerde persconferentie was toeval omdat ze in Den Haag woonde en de dichtst in de buurt beschikbare gebarentolk was. Van tevoren moest Sluis nog wel een aantal gebaren voor woorden die voorheen zelden werden gebruikt maar die tijdens de coronacrisis belangrijk werden opzoeken of navragen bij het Gebarencentrum, waaronder het gebaar voor "hamsteren". Het Parool vroeg haar de volgende dag hoe het was "om geschiedenis te schrijven", waarop ze antwoordde: "Nou, het is vooral belangrijk dat de dovengemeenschap gelijkwaardige toegang heeft tot informatie. Dat ik daar sta, is dan maar zo. Het had ook een collega kunnen zijn. Ik ben vooral blij dat het gelukt is dat een gebarentolk daar stond".
Op de persconferentie van 15 maart 2020 tolkte Sluis het woord "hamsteren" voor het eerst toen minister voor Medische Zorg Bruno Bruins zei: "Ik wil nogmaals een klemmend beroep doen op iedereen om niet te gaan hamsteren; het is niet nodig, er is genoeg voor iedereen, maar juist het hamsteren veroorzaakt problemen voor de supermarkten".:5:21 Dit fragment werd vervolgens zeer populair op sociale media in Nederland en werd ook door de NOS in een apart item uitgezonden.
Op 19 mei 2020 werd ze voor het eerst tijdens een persconferentie van het kabinet afgelost door een collega-tolk. Sluis tolkte alleen nog de briefing, bij het onderdeel vragen stellen door de pers werd ze vervangen. De NOS gaf aan dat het soms te zwaar was om de hele bijeenkomst door één persoon te laten tolken.

### Reacties
Al snel werd Sluis overladen door positieve reacties van kijkers, met name vanwege het gebaar voor "hamsteren" dat ze maakte. Dit gebaar werd onder niet-doven als hilarisch ervaren door de sterke gelijkenis met het verzamelgedrag van hamsters. Ook het 'stikkende' gebaar dat ze maakte voor de zinsnede "als je het thuis niet uithoudt" ging viraal. In de media en op sociale media kreeg ze al gauw eretitels als '(gebaren)tolk des vaderlands', 'koningin van het internet' en 'baken in de crisis'. Zelf zei Sluis daarover: "Het is overweldigend, maar ik doe gewoon mijn werk". Haar eigen reacties op haar plotselinge populariteit werden omschreven als nuchter en bescheiden, omdat ze zichzelf slechts ziet als doorgever van boodschappen. Wel zei ze erg blij te zijn met de aandacht en erkenning die de Nederlandse doven- en slechthorendengemeenschap en de Nederlandse Gebarentaal door haar optreden kregen en dat ze hoopte dat deze stap hun verdere emancipatie zou bevorderen; collega's in haar vakgebied beaamden dat. Haar optredens maakten haar in korte tijd een bekende Nederlander. Volgens dagblad Trouw had Sluis niet alleen een belangrijke informatieve functie, maar hield ze ook het moreel hoog 'in deze bange dagen'. Op 22 mei 2020 droeg de Drentse band Mooi Wark het liefdeslied  Oh Irma aan haar op. Toen de gemeente Velsen bij een prijsvraag vroeg mensen namen in te sturen voor de nieuwe zeesluis IJmuiden, werd de naam van gebarentolk Irma Sluis volgens de gemeente "opvallend vaak genoemd".

## Hands Up
Van 13 november tot en met 18 december 2021 deed Sluis mee aan het nieuwe tv-programma Hands Up van KRO-NCRV, waarin zes duo's in evenveel afleveringen opdrachten opvoerden en waarbij alleen in gebarentaal gecommuniceerd mocht worden. Sluis hielp mee met de ontwikkeling van het programma en trad erin op als tolk. De laatste aflevering werd door 240.000 mensen bekeken.

## Publicaties
- Sluis, Irma, Maya de Wit (2013). Samenwerking, de sleutel tot succes! Kwaliteit van tolken gebarentaal: het perspectief van dove tolkgebruikers in Nederland. Nederlandse Beroepsvereniging Tolken Gebarentaal. ISBN 9789079568000. Gearchiveerd op 22 mei 2017. Geraadpleegd op 31 maart 2020.
- (en) de Wit, Maya, Sluis, Irma  (december 2014). Sign language interpreter quality: the perspective of deaf sign language users in the Netherlands. Gearchiveerd op 24 april 2023. The Interpreters' Newsletter  19: 63–85
- (en) Rosenstock, Rachel & Jemina Napier (red.), Maya de Wit, Irma Sluis (2016). International Sign: Linguistic, Usage, and Status Issues. Gallaudet University Press, Washington D.C., "International Sign: An Exploration into Interpreter Preparation", 105–135. ISBN 978-1563686566. Gearchiveerd op 20 april 2023. Geraadpleegd op 31 maart 2020.

## Trivia
- Cabaretière Kiki Schippers voerde op 26 maart 2020 bij Ladies Night het liedje Een mooi gebaar op als ode aan Sluis, waarbij ze aan Sluis' handgebaren een vrije vertaling gaf.[24]
- In mei 2020 brachten Simone Kleinsma en Paul de Leeuw een hommage aan Sluis met een liedje op de melodie Zonder jou in het televisieprogramma Even tot hier.
- Sluis is niet de enige tolk gebarentaal die tijdens de coronapandemie grote binnenlandse bekendheid verwierf en daarmee aandacht gaf aan gebarentalen en de belangen van doven en slechthorenden. Vergelijkbare fenomenen deden zich voor in onder meer Canada en de Verenigde Staten, waar horende burgers voor het eerst tolken gebarentaal zoals Brenda Jenkins (tolk voor premier Justin Trudeau), Christopher Desloges (Ontario) en Nigel Howard (Brits-Columbia) zagen en enerzijds geamuseerd en anderzijds beter geïnformeerd zeiden te zijn.[25][26]